# Deslocamento (defeito cristalino)
Em ciência dos materiais, um deslocamento, deslocação ou discordância é um defeito ou irregularidade na estrutura cristalina. A presença de deslocamentos influencia fortemente muitas das propriedades dos materiais. A teoria foi originalmente desenvolvida por Vito Volterra em 1905.
Alguns tipos de deslocamentos podem ser visualizados como sendo causados pelo término de um plano de átomos no meio de um cristal. Nesse caso, os planos não são retos, mas sim dobrados em torno da borda do plano em terminação de maneira que a estrutura de cristal está perfeitamente ordenada em ambos os lados. A analogia com uma pilha de papel é oportuna: se uma meia folha de papel é inserida em uma pilha de papel, o defeito na pilha só é percebido na beira da metade da folha.
Existem dois tipos primários: deslocamentos ou discordâncias de aresta e deslocamentos ou discordâncias espirais. Deslocamentos ou discordâncias mistas são intermediários entre estas.

Figura 1: Uma discordância de aresta (b = vetor de Burgers).

Matematicamente, deslocamentos são um tipo de defeito topológico, algumas vezes chamados de sóliton. A teoria matemática explica porque deslocamentos comportam-se como partículas estáveis: eles podem ser movidos, mas mantêm sua identidade à medida que se movem. Dois deslocamentos de orientação oposta, quando reunidos, podem cancelar um ao outro (este é o processo de aniquilação), mas um deslocamento isolado normalmente não pode "desaparecer" por si próprio.

## Geometria de deslocamentos

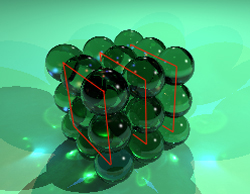
Figure A retículo cristalino mostrando átomos e planos no retículo.

Existem dois tipos principais de deslocamento: de borda e em torção. Deslocamentos normalmente encontrados em materiais reais são misturados, o que significa que eles têm características de ambos. 
A materiais cristalinos consistem de um arranjo regular de átomos, dispostos em planos de retículo (imagine-se empilhar laranjas em uma loja de conveniência, cada uma das bandejas de laranjas são os planos de retículo). Uma abordagem é começar por considerar uma representação 3-D de uma rede cristalina perfeita, com os átomos representados por esferas. O observador, então, pode começar a simplificar a representação por visualizar planos de átomos em vez dos próprios átomos (Figura A).

Figure B Diagrama esquemático (planos de retículo) mostrando o deslocamento de borda. Vetores de Burgers em preto, linha de deslocamento em azul.

## Ligações extarnas
- Nilson C. Cruz; Imperfeições em arranjos atômicos - www.sorocaba.unesp.br (Apresentação em PPT).